# Пуерто-Наталес
Пуерто-Наталес (ісп. Puerto Natales) - місто в Чилі.
Місто Пуерто-Наталес розташоване в південній частині Чилі, на території області Маґаянес і Чилійська Антарктика і є адміністративним центром провінції Ультіма-Есперанса.

## Історія
В доколумбову епоху район сучасного Пуерто-Наталес населяли індіанські племена алакалуфів, кавескарів і Теуелче, які займалися полюванням, рибальством і збиранням.
 
Першим європейцем, що досліджували цю місцевість, став в 1557 році іспанський мандрівник Хуан Фернандес Ладрільєро, що шукав Магелланову протоку. Суворі, холодні берега, населені надзвичайно войовничими тубільцями, що не привернули увагу іспанців для колонізації, і протягом наступних майже трьох століть ніяких згадок про відвідування цих місць білими не зустрічається в історичних хроніках.
У 1830 році район відвідала британська гідрографічна експедиція під командуванням Філіпа Паркера Кінґа на тоді ще не знаменитій бриг-шлюпі Бігль.
Починаючи з 1870-х років інтерес до регіону зростає, що пояснювалося як суперництвом Чилі та Аргентини за Патагонію, так і поступово зароджуваним Патагонським вівчарським бумом, що привернув в регіон безліч нових іммігрантів, переважно з Західної Європи і з Балкан. Основним заняттям місцевих жителів було вівчарство.
Відома англійська письменниця і мандрівниця Флоренс Діксі (анг. Florence Dixie) побувала тут в 1879 році, випустивши на наступний рік книгу "Через Патагонію" (анг. Across Patagonia), в якій описала побут і звичаї місцевих жителів.

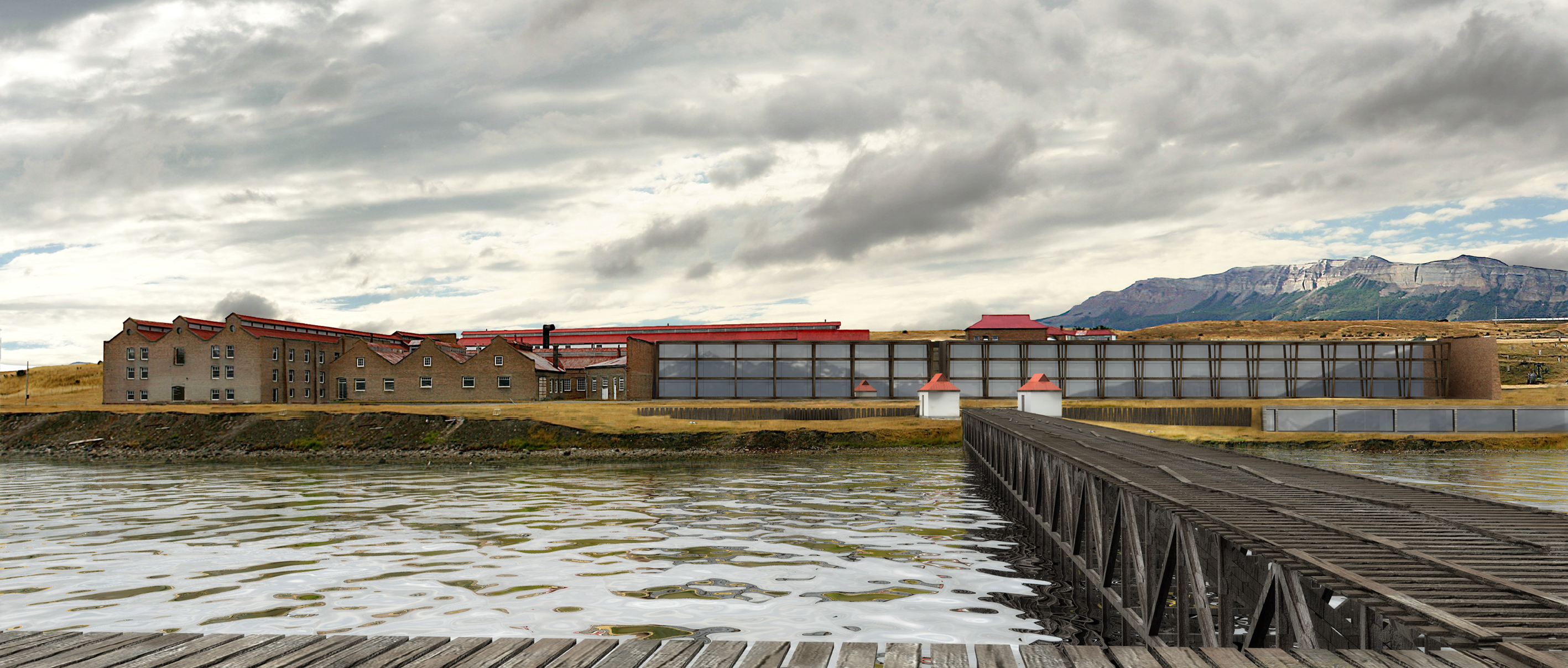
Готель The Singular Patagonia

Вівчарський бум і зростання чисельності населення вимагали будівництва порту для вивезення продукції, і в травні 1911 року уряд Чилі ухвалив рішення про заснування Пуерто-Наталес.
Незабаром після заснування міста в його околицях були споруджені два великих м'ясопереробних заводи, що входили на 1915 рік в десятку найбільших у світі. Один з них, Puerto Bories, зберігся до наших днів, хоча і не використовується за призначенням з 1970 року . У 2010 році він був перебудований в готель The Singular Patagonia.
Падіння цін на шерсть і м'ясо в середині XX століття завдало сильного удару по міській економіці. Багато ферм і підприємств закрилися, чисельність мешканців скоротилася вдвічі. Багато з них знайшли роботу на прилеглих вугільних копальнях Ріо-турбо в сусідній Аргентині. Новий підйом Пуерто-Наталес стався тільки в 1990-х і пов'язаний з туристичним бумом в Патагонії.

## Географія і клімат
Пуерто-Наталес розташований на західному схилі Патагонських Анд, на березі дуже вузького і довгого фіорда Ультіма-Есперанса (в перекладі з іспанської "остання надія"). Пуерто-Наталес входить в одну з восьми пар міст-антиподів у світі, його антиподом є столиця Республіки Бурятія - місто Улан-Уде.
Клімат в місті прохолодний морський, але, при цьому, досить сухий завдяки ефекту дощової тіні від довколишніх гір - в рік Пуерто-Наталес отримує менше 300 міліметрів опадів, хоча в радіусі 20 кілометрів від нього є місця, де в рік випадає 1500 - 2000 міліметрів опадів. Часті сильні вітри.

## Населення

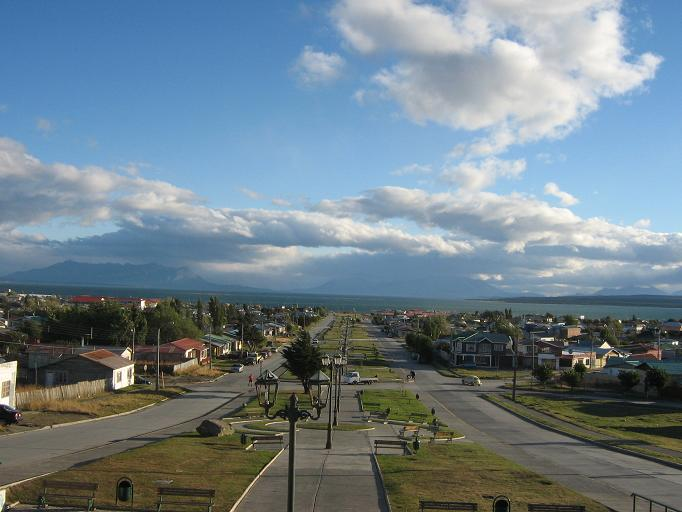
Центр міста

Пуерто-Наталес - столиця провінції Ультіма-Есперанса, однієї з чотирьох провінцій, які становлять XII Регіон Магальянес і Чилійська Антарктика, найпівденнішу область Чилі. Незважаючи на суворий клімат, населення міста стійко росте з початку 1990-х:
- 1992 - 15 102 особи;
- 2002 - 16 978 осіб;
- 2012 - 18 505 осіб.

Переважна більшість містян відносяться до білих і є нащадками (у порядку убування) німецьких, англійських і хорватських переселенців.

## Економіка і транспорт
Основою міської економіки в останні два десятиліття є туризм. Пуерто-Наталес є зручним вихідним пунктом при організації подорожей в національні парки Торрес-дель-Пайне і Бернардо О'Хіггінс, а також на Вогняну Землю і в Патагонію. Також важливу роль відіграють вівчарство і рибальство.
Поромна лінія компанії Navimag пов'язує місто з Пуерто-Монттом. Невеликий муніципальний аеропорт (IATA : PNT ICAO : SCNT) в туристичний сезон обслуговує рейси на Сантьяго, Пунта-Аренас і Ель-Калафате. Місто пов'язане автомобільними дорогами з Пунта-Аренас і аргентинської провінцією Санта-Крус.